# 17a edició dels Premis Sant Jordi de Cinematografia
La 17a edició dels Premis Sant Jordi de Cinematografia (aleshores oficialment Premios San Jorge) va tenir lloc el 28 d'abril de 1973, patrocinada pel "Cine Forum" de RNE a Barcelona dirigit per Esteve Bassols Montserrat i Jordi Torras i Comamala. L'entrega va tenir lloc al Saló de Sessions de l'Ajuntament de Barcelona al Poble Espanyol. Van presidir l'acte Carlos Gorina (en representació de l'alcalde de Barcelona), Juan Antonio Alberich Cid, director de RNE i TVE a Barcelona i Salvador Pons, director de la xarxa d'emissores. Antonio Isasi Isasmendi va recollir el premi especial del jurat en nom de Luis Buñuel. A més dels guardonats, hi van assistir Laly Soldevila, Kiko Ledgard, Esperanza Roy, Mary Santpere, Màrius Cabré i Esteve, Emma Cohen i Teresa Gimpera, entre d'altres.

## Premis Sant Jordi
| Categoria                            | Premiat               | Labor premiada      |
| ------------------------------------ | --------------------- | ------------------- |
| Millor pel·lícula espanyola          | Mi querida señorita   | Pel·lícula          |
| Millor pel·lícula estrenada          | Morte a Venezia       | Luchino Visconti    |
| Millor interpretació espanyola       | Julieta Serrano       | Mi querida señorita |
| Millor interpretació                 | Liza Minnelli         | Cabaret             |
| Millor pel·lícula infantil           | L'aprenenta de bruixa | Robert Stevenson    |
| Millor curtmetratge                  | Sottaceti             | Bruno Bozzetto      |
| Menció a la millor sala de Barcelona | Cine Balmes           | -                   |
| Premi Especial del Jurat             | Luis Buñuel           | -                   |